# رعثة

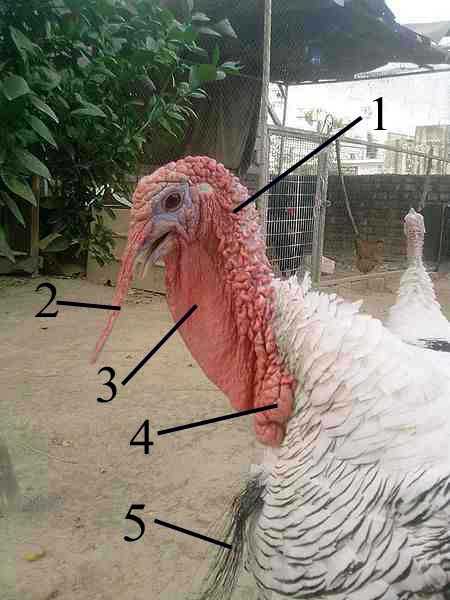
الهياكل التشريحية على رأس وحلق الديك الرومي المحلي. 1. رعثة ، 2. Snood ، 3. رعثنون (غبب) ، 4. Major caruncle, 5. Beard

الرَّعْثَة (جمع: رعاث) أو اللُّحَيْمَة هي زائدة لحمية تكون على رأس أو عنق أو منقار بعض الطيور كما في الديك الحبشي.

## الصور

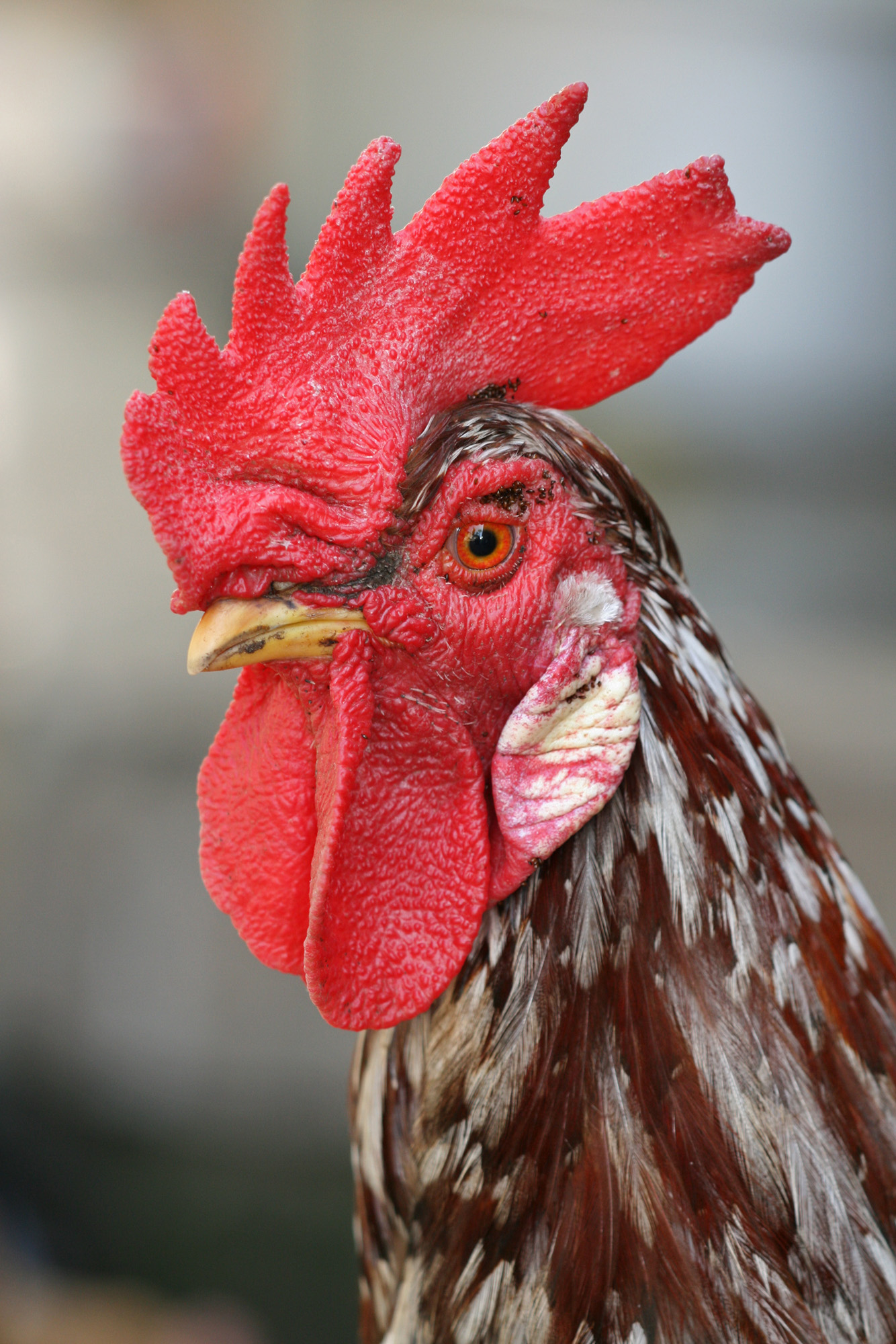
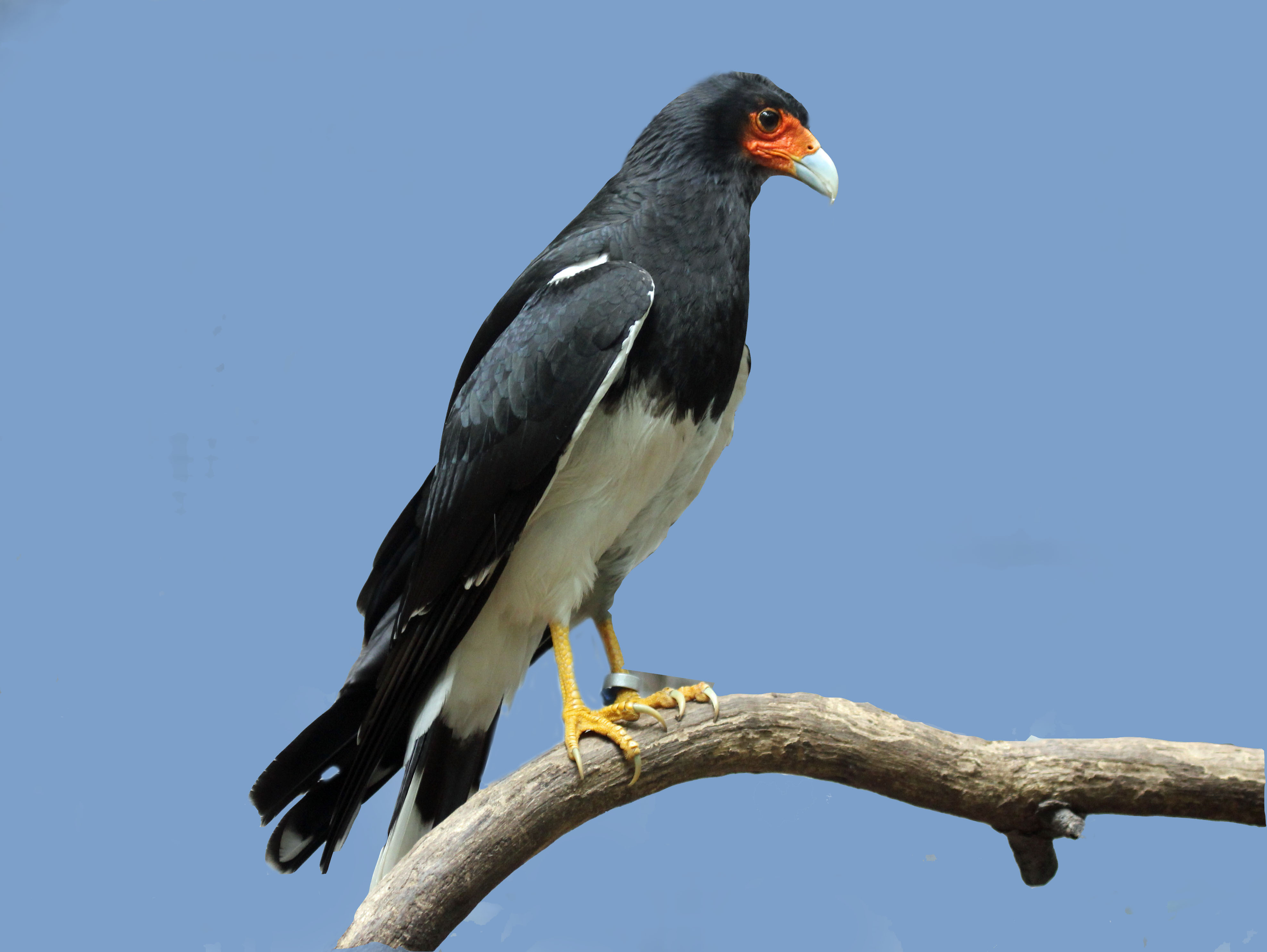
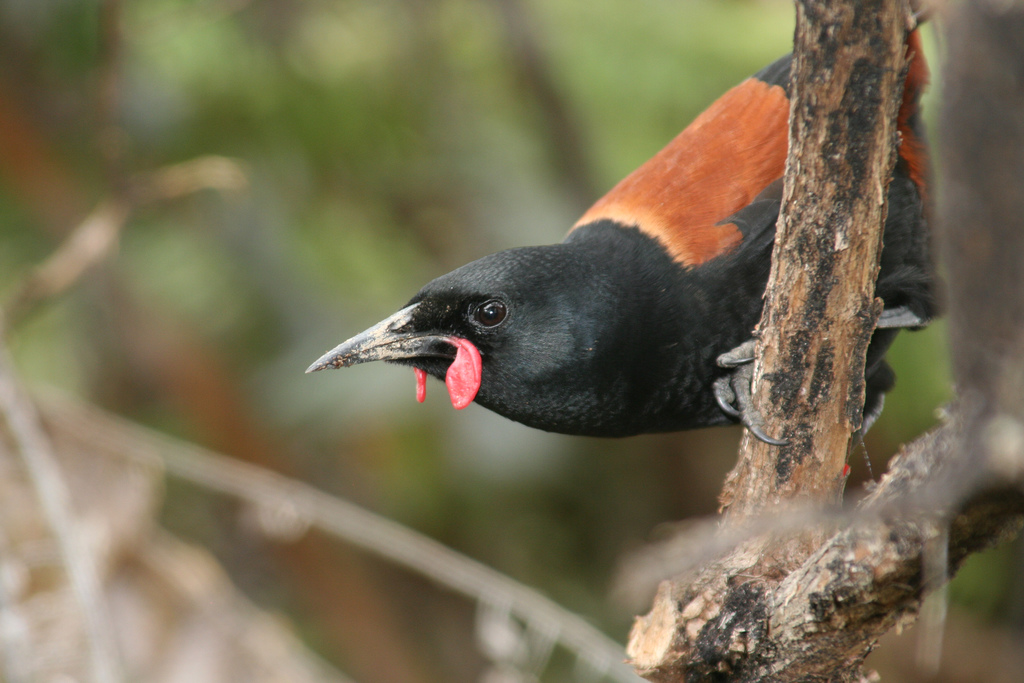
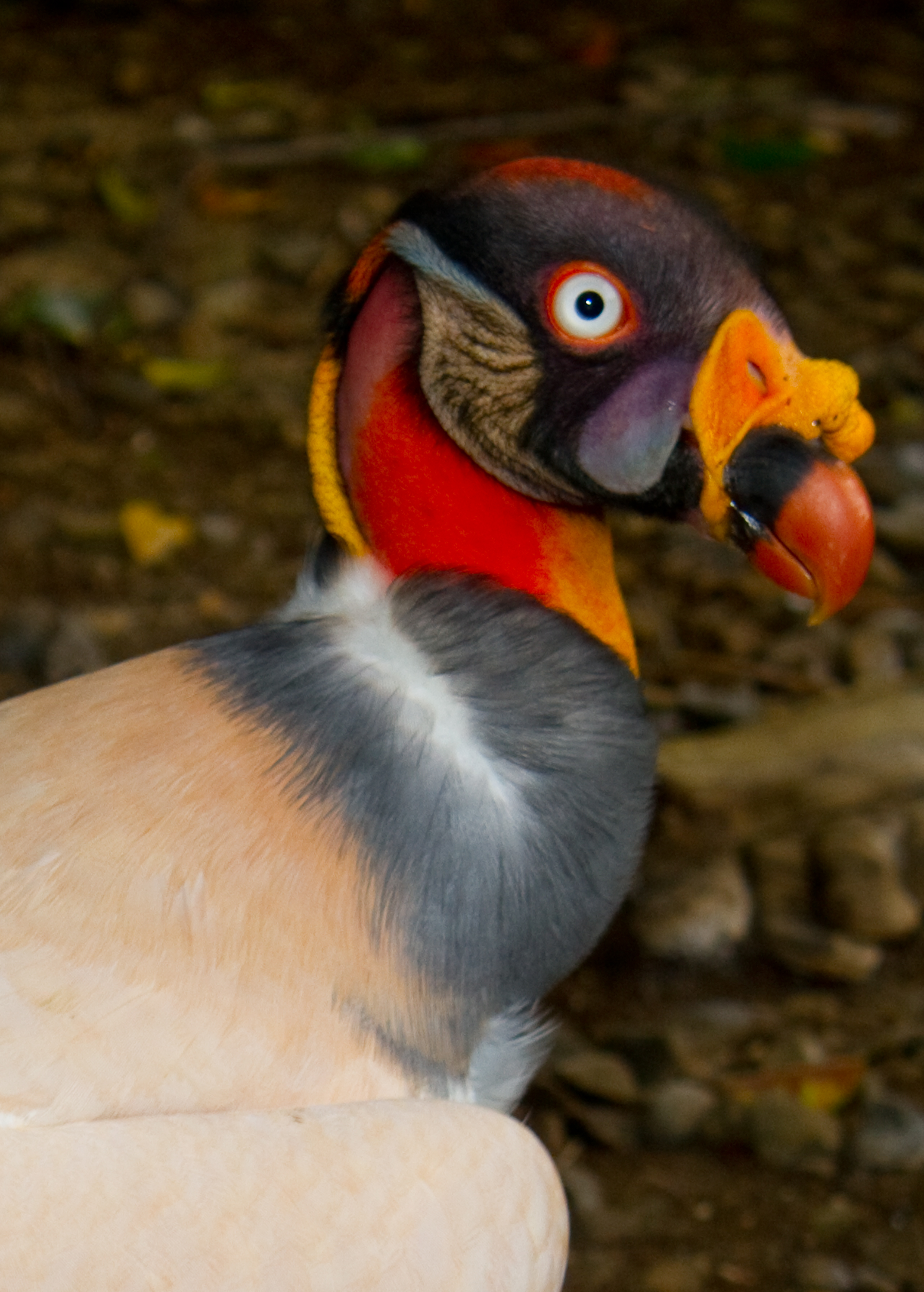
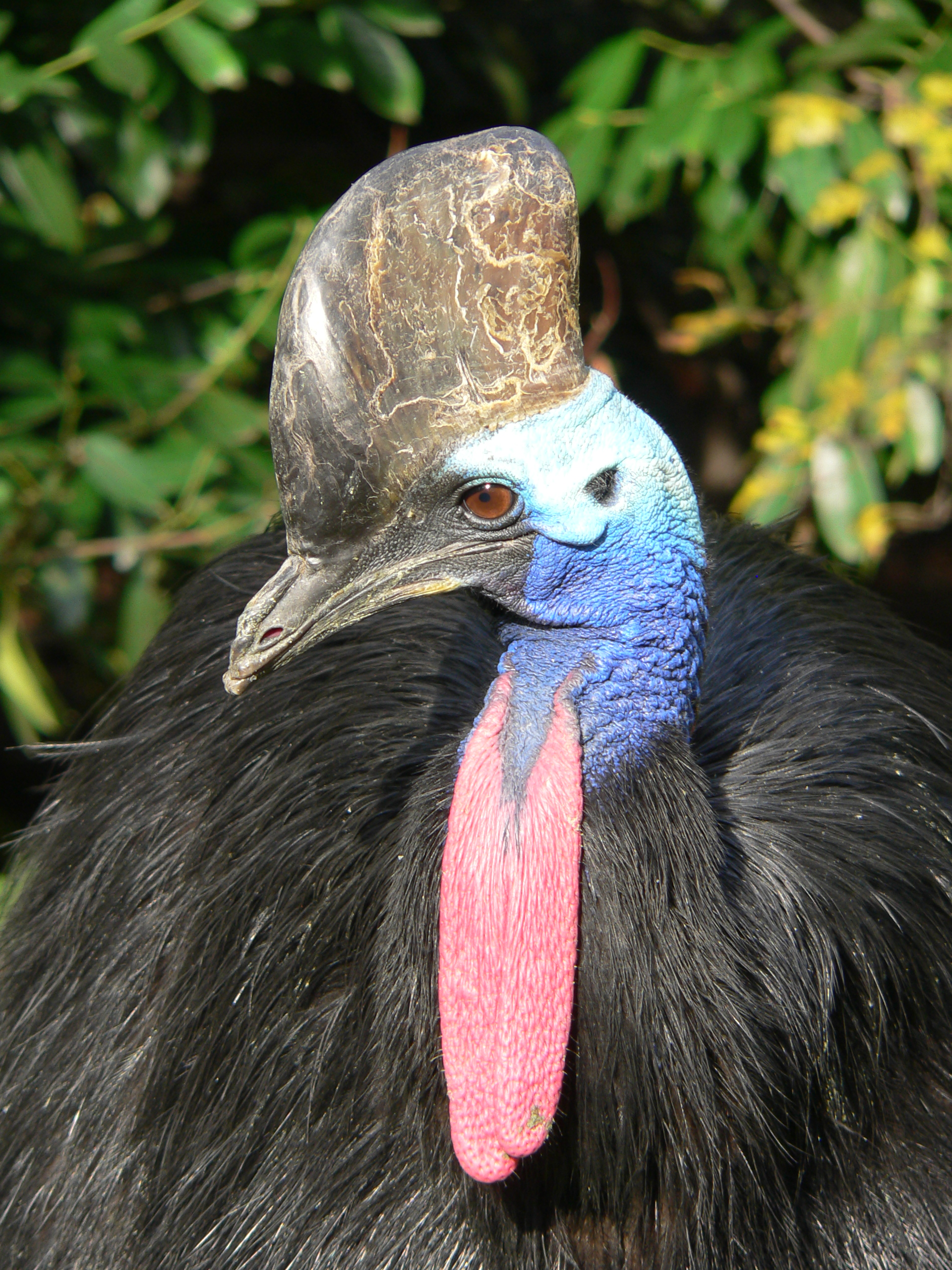
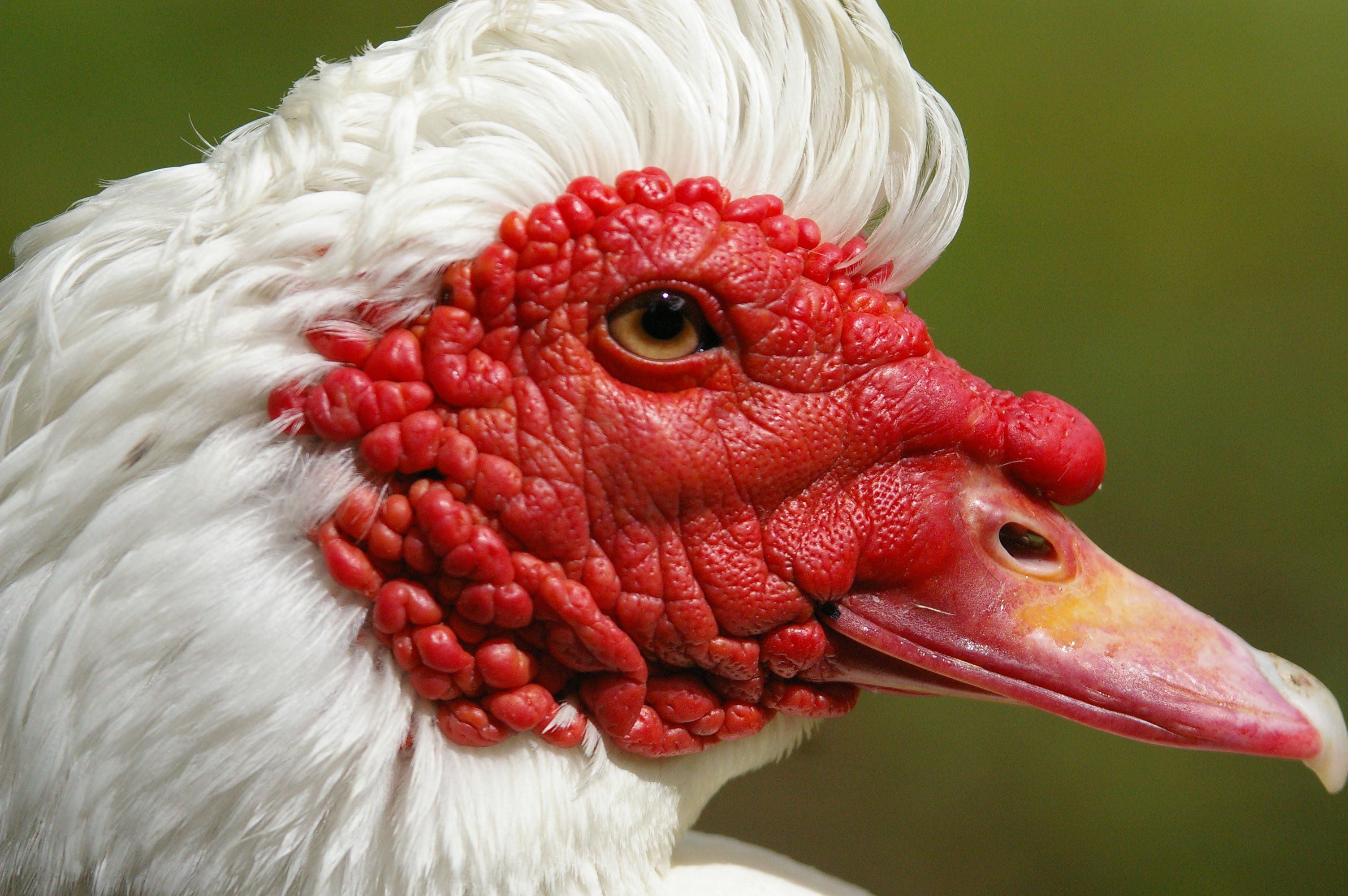